# Serrodes curvilinea
Serrodes curvilinea är en fjärilsart som beskrevs av Louis Beethoven Prout 1921. Serrodes curvilinea ingår i släktet Serrodes och familjen nattflyn. Inga underarter finns listade i Catalogue of Life.